# Morellia bipuncta
Morellia bipuncta är en tvåvingeart som beskrevs av Wiedemann 1830. Morellia bipuncta ingår i släktet Morellia och familjen husflugor. Inga underarter finns listade i Catalogue of Life.